# Aga de Quis
Aga ou Agga foi um rei de Quis, antiga cidade suméria localizada no atual Iraque. É referido na Lista de reis da Suméria como último rei da dinastia de Quis no terceiro milênio a.C.. Também, segundo a lista, seu reinado durou o impossível período de 625 anos. Na Lista e na chamada Inscrição de Tumal, Aga é mencionado como filho de Enmebaragesi, um rei cuja existência é confirmada por inscrições arqueológicas, de forma que é possivel que Aga tenha sido um personagem real.

## Reinado

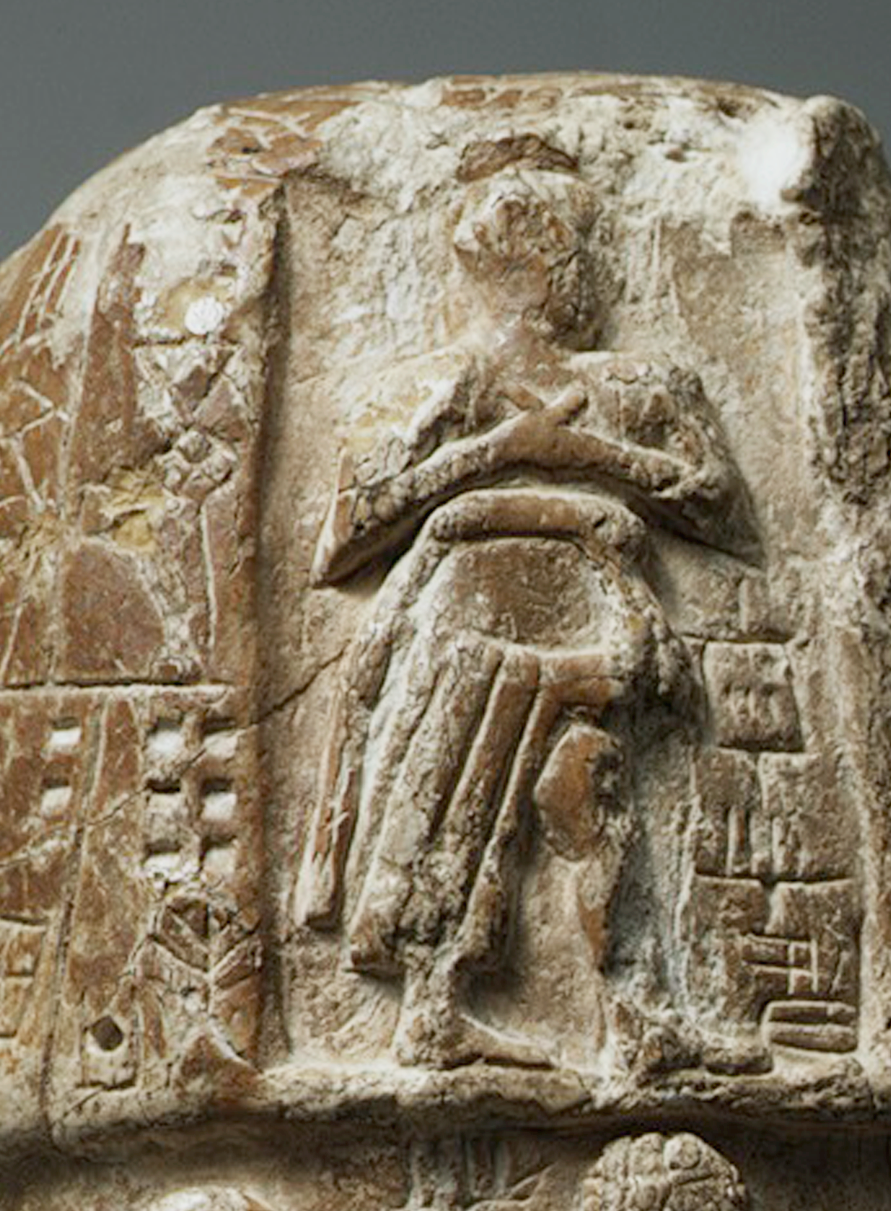
Aga retratado na Estela de Usungal, sendo considerado o oficial de uquim de Uma.

De acordo com o poema Gilgamés e Aga, Aga manda cartas de ameaça de ataque contra o rei Gilgamés de Uruque. Este, porém, conversou com os anciãos de seu povo dizendo que não iria se submeter à casa de Quis, mas eles recusaram a partir pra guerra. Ele depois conduz os jovens da cidade ir para a batalha, que o aceitou, capturando Aga e, em seguida, numa manifestação de generosidade, o solta e o leva para sua terra natal.
Aga novamente trava uma batalha com Gilgamés e, desta vez, o rei de Uruque derrota-o de novo e termina a primeira dinastia de Quis.